# Ernest d'Àustria
Ernest d'Àustria (Viena, Sacre Imperi Romanogermànic 1553 - Brussel·les, Països Baixos espanyols 1595) fou un Arxiduc d'Àustria i príncep d'Hongria i de Bohèmia amb el doble tractament d'altesa reial i imperial. L'any 1594 esdevingué governador dels Països Baixos.

## Biografia
Nascut el dia 15 de juliol de l'any 1553 a Viena, era fill de l'emperador Maximilià II, emperador romanogermànic i de la infanta Maria d'Espanya. Ernest era net per via paterna de l'emperador Ferran I, emperador romanogermànic i de la princesa Anna d'Hongria i per via materna del rei Carles I d'Espanya i de la infanta Isabel de Portugal. Fou germà de Rodolf II i Mateu I del Sacre Imperi Romanogermànic, així com cunyat de Felip II de Castella i Carles IX de França.

## Joventut
Educat a la Cort castellana al costat del seu germà gran, l'arxiduc Rodolf II, emperador romanogermànic, el 1573 i, posteriorment, el 1587 fou el candidat que tant l'emperador com el rei d'Espanya recolzaren per ocupar el tron de Polònia.
L'any 1576 el seu pare el nomenà governador de l'Arxiducat d'Àustria on portà a terme una important activitat en favor de la Contrareforma. Posteriorment, l'any 1590 fou nomenat governador dels ducats d'Estíria, Caríntia i el de Carniola.
L'any 1594, el rei Felip II de Castella el nomenà Governador dels Països Baixos. Aquest nomenament marcava una fita important dintre de la seva carrera, ja que el govern dels Països Baixos espanyols era considerat un dels més complicat i alhora més prestigiosos de l'Europa dels segles xvi i xvii. Malgrat aquest fet, Ernest no pogué excercir el seu càrrec durant gaire temps, ja que l'any següent d'ésser nomenat morí a Brussel·les a l'edat de 42 anys.